# Новосондецький повіт
Новосондецький повіт, також знаний як Новосандецький повіт (пол. Powiat nowosądecki) — один із 19 земських повітів Малопольського воєводства Польщі. Утворений 1 січня 1999 року в перебігу адміністративної реформи.

## Історія
Провісник пізнішого повіту Судовий повіт Новий Сонч (адміністративно-судовий орган влади) був створений у складі коронного краю Королівства Галичини та Володимирії наприкінці 1850 р. Повітова судова виконавча влада підпорядковувалась утвореному того ж року апеляційному суду у Кракові (за підпорядкованістю до якого повіти вважались належними до Західної Галичини на противагу апеляційному суду у Львові як критерію належності до Східної Галичини).
Сам Новосондецький повіт як орган адміністративної влади після проголошення в 1854 р. був створений 29 вересня 1855 р. (паралельно до наявного судового повіту) у складі округу Сандек.
Після скасування окружних відомств наприкінці жовтня 1865 р. їх компетенція перейшла до повітових управлінь. За розпорядженням міністерства внутрішніх справ Австро-Угорщини 23 січня 1867 року під час адміністративної реформи місцевого самоврядування збільшені повіти, зокрема до попереднього Новосондецького повіту (з 67 самоврядних громад-гмін) приєднані повіт Старий Сонч (з 44 гмін) та частини повітів Криниця (з 27 гмін), Цежковиці (з 17 гмін), Кросцєнко (з 14 гмін), Ліманова (з 4 гмін) та одна гміна повіту Грибів. Однак у повіті існували три окремі судові округи (повіти) — Старий і Новий Сонч та Криниця (пізніше — Мушина). Практично в набутому в 1867 р. вигляді Новосондецький повіт існував 65 років — до 1 квітня 1932 року, коли були приєднані 32 гміни з ліквідованого Грибівського повіту.
У 1880 р. площа повіту становила 1156,23 км², населення — 99 542 особи, з них 15 869 греко-католиків, 72 256 римо-католиків, 9 419 юдеїв і 1 998 протестантів (82 133 поляки, 15 991 русин-українець, 986 німців і 16 інших національностей). Повіт включав 202 населені пункти, з них 2 міста і 3 містечка.
В 1900 році населення становило 119 773 особи. Новосондецький повіт за переписом 1910 р. налічував 175 гмін (самоврядних громад) і 128 фільварків та займав площу 1262 км², населення становило 131 366 осіб.
Після утворення Другої Польської республіки повіт 23 грудня 1920 був включений до новоствореного Краківського воєводства.

1 квітня 1929 року село Солотвини було приєднане до Криниці-Села. 19 березня 1928 розпорядженням Ради Міністрів місто Криниця було розширене за рахунок приєднання частини Криниці-Села і Солотвин.

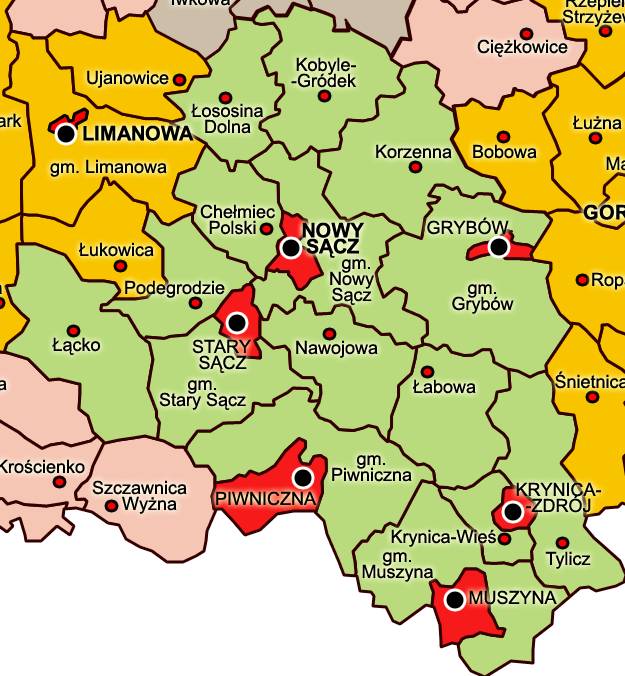
Новосондецький повіт 1938

1 серпня 1934 року виконано об'єднання гмін (ця адміністративна одиниця до того часу обмежувалася селом чи містом із присілками і хуторами) у великі сільські гміни (рівнозначні волості):
1. Грибів,
2. Кобиле-Грудек,
3. Коженна,
4. Криниця-Весь,
5. Лабова,
6. Лонцько,
7. Лососіна-Дольна,
8. Мушина,
9. Навойова,
10. Новий Сонч,
11. Північна,
12. Подегродзе,
13. Старий Сонч,
14. Тилич,
15. Хелмець-Польський.

До середини XX століття на півдні повіту (гміни Північна, Навойова, Лабова, Камйонка-Велика, Грибів, Мушина і Криниця) три чверті населення становили лемки — найзахідніша гілка українців (у 1939 році з 38500 жителів — 27230). З листопада 1918 по січень 1920 багато сіл та міст входило до складу Лемко-Русинської Республіки.
Після Другої світової війни українське населення було депортовано в період між 1945 і 1947 роками, коли в цьому районі тривала боротьба між підрозділами УПА та польськими й радянським військами.
9 вересня 1944 року в Любліні за вказівкою верховної радянської влади було укладено угоду між Польським комітет національного визволення та урядом УРСР, що передбачала польсько-український обмін населенням. З 15 жовтня 1944 по серпень 1946 року в Україну з Новосондецького повіту було виселено 20 093 осіб з 22 564 взятих на облік до виселення (оприлюднені поіменні списки виселених в СРСР налічують 17 863 особи).
У липні 1947 року під час операції «Вісла» польська армія депортувала з Новосондецького повіту на приєднані до Польщі північно-західні терени 9251 українця. Чоловіки були ув'язнені в концтаборі Явожно (колишня філія Аушвіцу). Залишилися 422 невиселені українці, які також підлягали депортації.

## Загальні дані
Повіт розташований у південно-східній частині воєводства. Адміністративний центр — місто Новий Сонч (не входить до складу повіту). Станом на 1.01.2008 чисельність населення становить 200 015 осіб, площа 1549,8 км².
На півдні межує зі Словаччиною, на сході — з Горлицьким повітом, на півночі — з Тарновським і Бжеським, на заході — з Лімановським і Новоторзьким.

## Адміністративний поділ
- міська гміна: Грибів
- місько-сільські гміни: Криниця-Здруй, Мушина, Північна-Здруй, Старий Сонч
- сільські гміни: Грибів, Грудек-над-Дунайцем, Камйонка-Велика, Коженна, Лабова, Лонцько, Лососіна-Дольна, Навойова, Подегродзе, Ритро, Хелмець.

## Демографія
Демографічні дані повіту станом на 30.06.2005:
|       | Всього  | Всього | Жінки  | Жінки | Чоловіки | Чоловіки |
| ----- | ------- | ------ | ------ | ----- | -------- | -------- |
|       | осіб    | %      | осіб   | %     | осіб     | %        |
| Повіт | 196 626 | 100    | 98 589 | 50,1  | 98 037   | 49,9     |
| Міста | 37 180  | 100    | 19 291 | 51,9  | 17 889   | 48,1     |
| Села  | 159 446 | 100    | 79 298 | 49,7  | 80 148   | 50,3     |